# Segóbriga
- Tour octogonale (5)
- Amphithéâtre (6)
- Théâtre (7)
- Basilique (8)
- Temple (9)
- Thermes principaux (10)
- Thermes et gymnase du théâtre (11)
- Forum (12)
- Salle dynastique (13)
- Acropole (14)

Plan du parc archéologique de Segóbriga
Muraille (1)
Entrée nord (principale) (2)
Entrée (3)
Voie principale (Cardo maximus) (4)
Tour octogonale (5)
Amphithéâtre (6)
Théâtre (7)
Basilique (8)
Temple (9)
Thermes principaux (10)
Thermes et gymnase du théâtre (11)
Forum (12)
Salle dynastique (13)
Acropole (14)
.

Le parc archéologique de Segóbriga est le plus important complexe archéologique de la meseta espagnole. Le site se situe aujourd'hui à Saelices, dans la province de Cuenca en Espagne. À partir du Ier siècle, la cité se développe car elle devient un important nœud de communication, un centre agricole et la capitale administrative d'un large territoire, jusqu'à son abandon après la conquête musulmane de la péninsule Ibérique.
L'ancienne cité est aujourd'hui en ruine, mais dans un état de conservation relativement bon par rapport aux autres vestiges romains de la péninsule Ibérique. Actuellement, l'ancienne ville fait partie d'un complexe archéologique payant. À l'entrée du site, un petit musée présente l'histoire de la ville et regroupe divers objets archéologiques comme des statues et des mosaïques.

## Toponymie
Le nom de Segóbriga dérive de deux termes d'origine celtibère, une langue de la branche celte des langues indo-européennes. Le toponyme viendrait du terme Sego- qui signifierait « victoire » (le préfixe est aussi présent dans le nom des villes de Ségovie, de Segorbe, de Segeda et de Sigüenza), et du suffixe -briga qui signifierait « ville/forteresse ». De fait, il est possible de traduire le nom de la ville par « ville de la victoire » ou « ville victorieuse ». Le terme -briga est très commun dans les toponymes de cette région celtibère ou dans l'expansion des langues celtiques de la péninsule Ibérique.

## Histoire

### Antiquité
La première implantation sur le site est un village fortifié celtibère qui au nord de la ville était défendu par la rivière Cigüela. Les restes de cette implantation n'ont pas été retrouvés, mais un fragment de céramique attique du Ve siècle av. J.-C. témoigne de son occupation depuis cette époque.
Les premières données que nous avons sur Segóbriga proviennent du géographe grec Strabon, qui en fait une brève référence mais peu précise. Il indique seulement que dans la région celtibère autour d'Augusta Bilbilis et de Segóbriga, Quintus Caecilius Metellus Pius et Sertorius se sont battus. La cité des Olcades fut rasée durant la guerre sertorienne et est reconstruite plus tard dans le style romain.

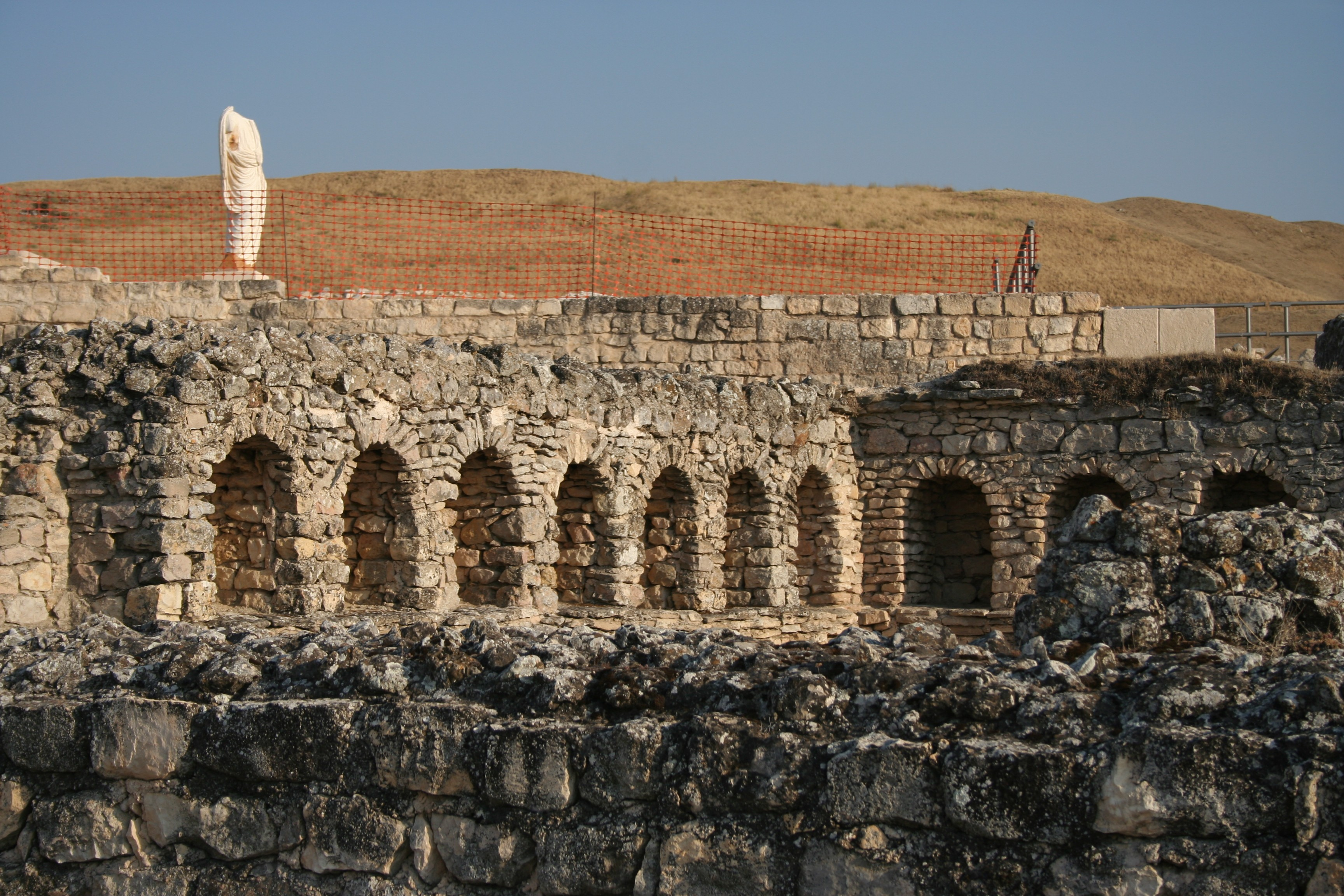
Thermes romains de Segóbriga

À partir de quelques textes des IIIe siècle av. J.-C. et IIe siècle av. J.-C., les habitants de cette zone jusqu'à la Serranía de Cuenca sont appelés Olcades, jusqu'à La Alcarria et au Guadalajara ce sont les Lusones, et jusqu'à Tolède, ce sont les Carpétans. C'est pourquoi, il est probable de penser que les habitants de la zone de cette ville antique étaient soit Olcades ou soit Carpétans. À 7 km se situe le site de Contrebia Carbica, une cité des Carpétans.
Au Ier siècle, dans son œuvre Strategemata, Frontin mentionne à deux occasions Segóbriga. Pour les deux passages, il s'agit de la description de l'attaque réalisée par le lusitanien Viriatus contre Segóbriga (146 av. J.-C.) en raison de son alliance avec Rome. De plus, Frontin ne fait aucune évocation de l'emplacement de Segóbriga.
Pline l'Ancien dans son Histoire naturelle énumère les villages qui appartiennent au Conventus juridici Cesaraugustano avec notamment les habitants de la ville d'Ercavica (des voisins des habitants de Segóbriga). Puis, il définit Segóbriga et sa zone comme caput Celtiberiae (« tête de la Celtibérie »), qui arrivait jusqu'à Clunia (finis celtiberiae), ce qui signifierait que la zone de Segóbriga était la limite entre les Celtibères et les Carpétans. De plus, il indique que Segóbriga était une cité stipendiaire du conventus juridici.
Pline l'Ancien mentionne également l'exploitation de Lapis specularis, une variété de gypse translucide très appréciée à l'époque pour la fabrication de cristal à vitre et qui fut pendant longtemps pour une partie importante de l'économie de Segóbriga. Ce minerai était extrait des mines se situant dans un rayon de 100 000 pas autour de Segóbriga, et Pline l'Ancien assure que « la plus translucide de cette pierre est obtenue en Hispanie citérieure, près de la ville de Segóbriga et son extraction est réalisée dans des puits assez profonds ». L'une de ces mines se trouve près de la ville de Carrascosa del Campo aujourd'hui.

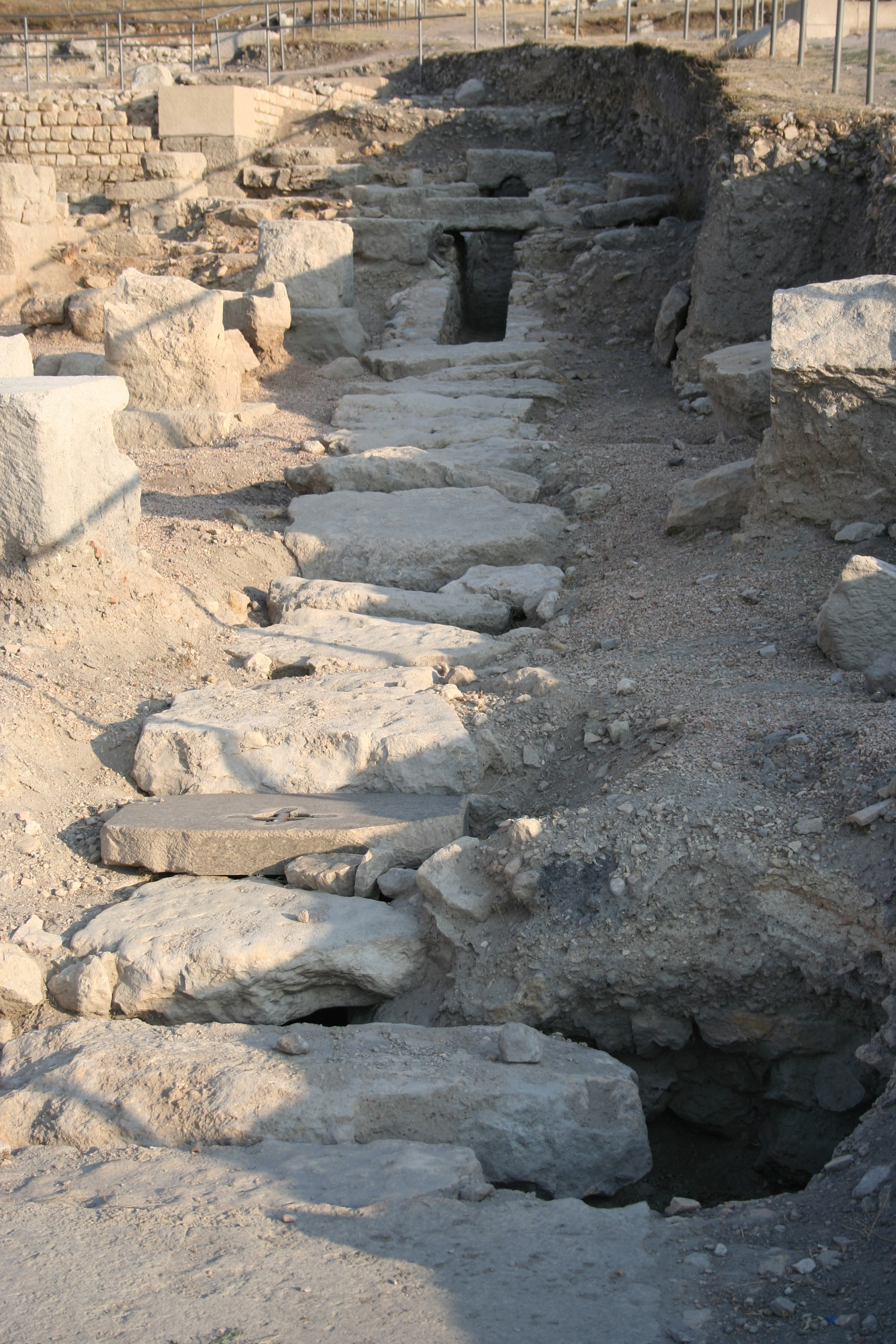
Découverte d'une canalisation d'écoulement.

Après la conquête romaine au début du IIe siècle av. J.-C. lors des guerres celtibères, Segóbriga devient une cité. Après la guerre sertorienne, entre 80 et 72 av. J.-C., la cité devient le centre de toute cette partie de la Meseta avec le contrôle d'un vaste territoire.
Durant le règne d'Auguste, en 12 av. J.-C., la cité cesse d'être une ville stipendiaire, qui payait un tribut à Rome et devient un municipe, c'est dire une ville gouvernée par des citoyens romains. La cité développa ainsi son statut social, bénéficia d'un essor économique et d'un grand programme de constructions monumentales qui est finalisé à l'époque flavienne vers 80 avec l'édification de bâtiments publics et d'une muraille. La ville devient un centre important de communications. À cette époque, il y a également l'émission de monnaies fabriquées dans l'atelier monétaire et la construction d'une partie de la muraille. À la fin du règne de l'empereur Vespasien, la cité se trouve à son apogée après les fins de construction du théâtre et de l'amphithéâtre. Le municipe se trouve ainsi pleinement intégré aux niveaux social et économique à l'Empire romain.
Les découvertes archéologiques indiquent qu'au IIIe siècle il existait encore dans Segóbriga des élites qui vivaient dans la ville, mais au IVe siècle, les principaux monuments sont progressivement abandonnés, preuve de sa décadence inexorable et de sa conversion progressive en un centre rural.

### Moyen Âge
À l'époque wisigothique, à partir du Ve siècle, Segóbriga devait encore être une grande ville, avec la présence de vestiges issus plusieurs basiliques et d'une grande nécropole (selon des découvertes faites entre 1760 et 1790). Les évêques de la ville se rendirent d'ailleurs à divers conciles de Tolède, plus précisément au Troisième concile de Tolède en 589 et au Seizième concile de Tolède en 693.
Le début de son exode final commence après l'invasion musulmane de la péninsule ibérique, où les évêques et les élites dirigeantes fuient vers le nord de l'Hispanie, cherchant la protection des royaumes chrétiens, comme ce fut également le cas pour la ville voisine d'Ercavica, aujourd'hui Cañaveruelas dans la province de Cuenca. De cette époque des vestiges d'une forteresse musulmane qui occupait le sommet de la colline ont été retrouvés.
Après la Reconquista, la population des alentours fut déplacée vers la ville actuelle de Saelices, située à 3 km plus au nord, près de la source qui alimentait l'aqueduc et qui fournissait en eau l'ancienne cité de Segóbriga. Le nom du lieu fut peu à peu oublié jusqu'à changer de dénomination pour devenir « Cabeza del Griego », avec une petite population rurale dépendante de la ville d'Uclés (située à seulement 10 km), dont les pierres utilisées pour construire son couvent-forteresse proviennent des ruines de l'antique cité.
C'est à ce moment qu'a commencé un lent abandon de la cité jusqu'à ce qu'il ne reste qu'un petit ermitage construit sur les thermes antiques, ultime témoignage de l'antique cité conservé jusqu'à aujourd'hui.

## Conservation
Le parc archéologique de Segóbriga se trouve aujourd'hui menacé par la prochaine construction d'un parc éolien aux environs, projet piloté par l'entreprise Energías Eólicas de Cuenca. Le site pourrait être altéré par l'installation de quatorze éoliennes de 121 mètres de  hauteur tout comme le village historique d'Uclès. Ce fait aurait favorisé l'entrée du parc archéologique de Segóbriga dans la Lista roja de patrimonio en peligro (España) de l'association « Hispania Nostra » pour la défense du patrimoine espagnol.

## Monuments

### Époque celtibère
- La nécropole (en dehors des murs)

### Époque romaine
- La muraille et la porte Nord

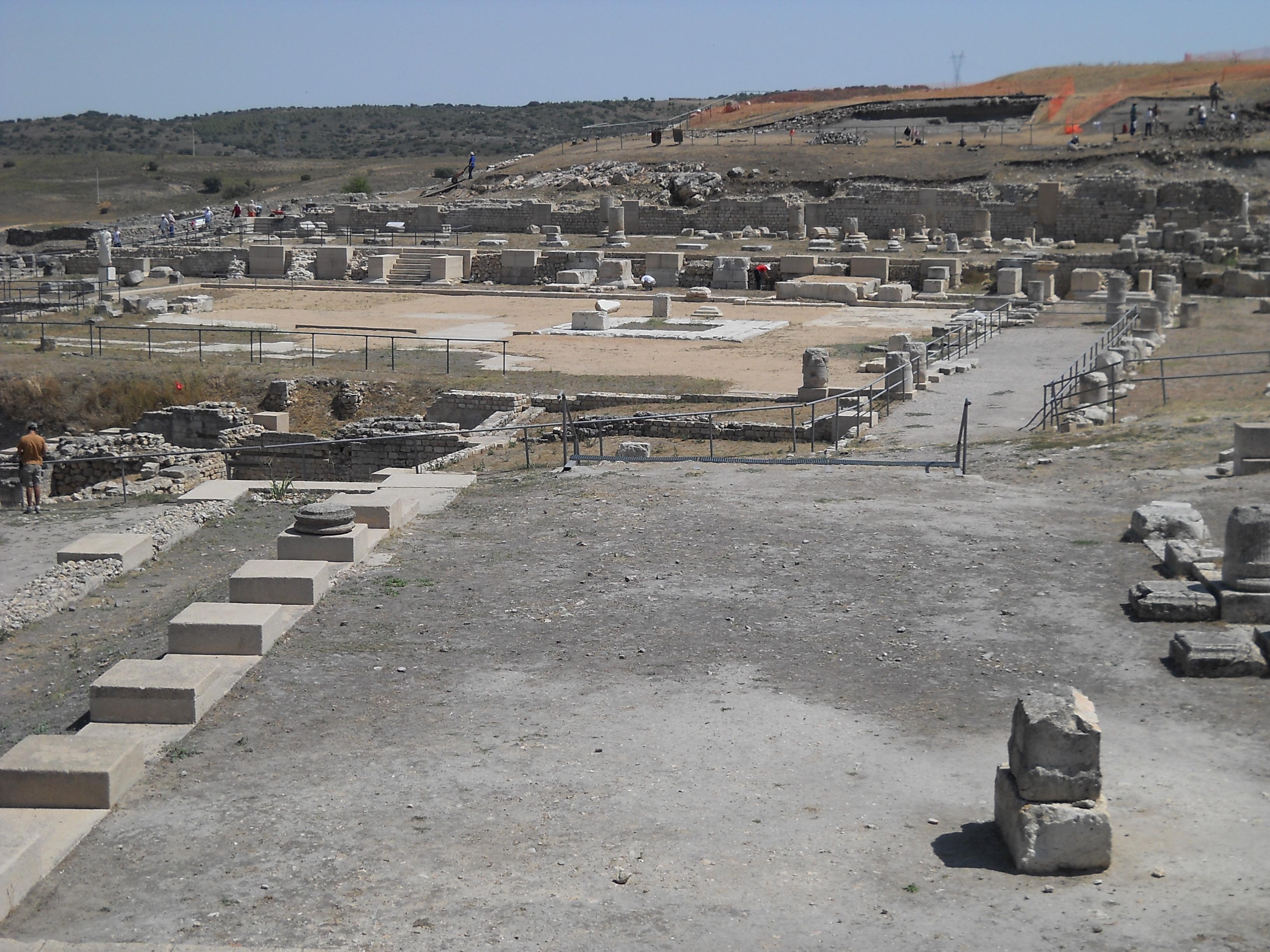
Le forum de Segóbriga.

- L'amphithéâtre. Il fut construit en face du théâtre. La forme elliptique de celui-ci et ses 75 mètres de longueur en font le plus grand monument du complexe archéologique, avec une capacité d'environ 5 500 spectateurs.
- Le théâtre. Sa construction commence à l'époque de Tibère et se termine probablement sous le règne de Vespasien, vers 79. Les gradins, bien conservés, étaient divisés en trois parties, séparant ainsi les différentes classes sociales du public.
- Les thermes monumentaux
- Le gymnase et les thermes du théâtre
- Le forum
- L'acropole
- Le sanctuaire rupestre de Diane (en dehors des murs)
- L'aqueduc (en dehors des murs)
- Les carrières (en dehors des murs)
- Le cirque (en dehors des murs). Les recherches les plus récentes ont démontré que cette construction fut réalisée sur une nécropole, mais le bâtiment ne fut jamais terminé.

### Époque wisigothe
- La basilique Cabeza de Griego (en dehors des murs)